# Svartahæð
Svartahæð är en kulle i republiken Island. Den ligger i regionen Norðurland vestra, 140 km nordost om huvudstaden Reykjavík. Toppen på Svartahæð är 721 meter över havet.
Trakten runt Svartahæð är nära nog obefolkad, med mindre än två invånare per kvadratkilometer. Det finns inga samhällen i närheten. Trakten runt Svartahæð består i huvudsak av gräsmarker.